# Kozopoljanskij
Kozopoljanskij je osada v Giaginském rajónu Adygejské republiky Ruské federace. Je součástí Sergijevského vesnického okresu.
Nachází se v jihovýchodní části Giaginského rajónu, na levém břehu řeky Fars. Je vzdálena 6 km jižně od vesnice Sergijevskoje, 40 km jihovýchodně od stanice Giaginskaja a 28 km severovýchodně od města Majkop.
V osadě se nachází škola, školka a zdravotnické zařízení.